# Ben Hermans
Ben Hermans (Hasselt, 8 de junio de 1986) es un ciclista belga que fue profesional entre 2009 y 2024.

## Biografía
Ben Hermans ganó en 2004 el título de campeón de Bélgica de contrarreloj en categoría juniors. En 2006 terminó segundo de la Ronde de l'Isard d'Ariège, por detrás del lituano Ignatas Konovalovas. En 2007 se unió al equipo Davo. En 2008 ganó el Circuito de Hainaut y el Grand Prix des Marbriers. También logró llevar durante una etapa el maillot de líder en el Tour del Porvenir de 2008. En 2010 se unió al equipo estadounidense Team RadioShack y ganó la etapa reina de la Vuelta a Bélgica.
El 2 de enero de 2025, tras un año compitiendo con el equipo Cofidis, anunció su retirada.

## Palmarés
| 2008 - Gran Premio de Marbriers - Circuito de Valonia 2010 - 1 etapa de la Vuelta a Bélgica 2011 - 1 trofeo de la Challenge Vuelta a Mallorca (Trofeo Inca-Inca) - 2.º en el Campeonato de Bélgica Contrarreloj 2012 - 2.º en el Campeonato de Bélgica Contrarreloj 2015 - Flecha Brabanzona - 1 etapa del Tour de Yorkshire - 1 etapa de la Arctic Race de Noruega | 2016 - 3.º en el Campeonato de Bélgica Contrarreloj 2017 - Tour de Omán, más 2 etapas - 3.º en el Campeonato de Bélgica Contrarreloj 2018 - Vuelta a Austria, más 1 etapa 2019 - Vuelta a Austria, más 1 etapa - Tour de Utah, más 2 etapas 2021 - Giro de los Apeninos - Arctic Race de Noruega, más 1 etapa - 1 etapa del Tour Poitou-Charentes en Nueva Aquitania |

## Resultados en Grandes Vueltas y Campeonatos del Mundo
| Carrera         | Carrera         | 2009 | 2010 | 2011 | 2012 | 2013 | 2014 | 2015 | 2016 | 2017 | 2018 | 2019 | 2020 | 2021 | 2022 | 2023 | 2024 |
| --------------- | --------------- | ---- | ---- | ---- | ---- | ---- | ---- | ---- | ---- | ---- | ---- | ---- | ---- | ---- | ---- | ---- | ---- |
|                 | Giro de Italia  | —    | —    | —    | 73.º | —    | 72.º | —    | —    | Ab.  | 45.º | —    | —    | —    | —    | —    | —    |
|                 | Tour de Francia | —    | —    | —    | —    | —    | —    | —    | —    | —    | —    | —    | 68.º | —    | —    | —    | —    |
|                 | Vuelta a España | —    | —    | —    | —    | 61.º | —    | —    | 14.º | —    | —    | —    | —    | —    | —    | —    | —    |
| Mundial en Ruta | Mundial en Ruta | —    | —    | —    | —    | —    | 56.º | —    | —    | —    | 23.º | —    | —    | —    | —    | —    | —    |

—: no participa

Ab.: abandono

## Equipos
- DAVO (2007)
- Topsport Vlaanderen-Mercator (2009)
- Team RadioShack (2010-2011)
- RadioShack (2012-2013)
  - RadioShack-Nissan (2012)
  - RadioShack-Leopard (2013)
- BMC Racing Team (2014-2017)
- Israel (2018-2023)
  - Israel Cycling Academy (2018-2019)
  - Israel Start-Up Nation (2020-2021)
  - Israel-Premier Tech (2022-2023)
- Cofidis (2024)